# Challenge de la ville la plus sportive de France

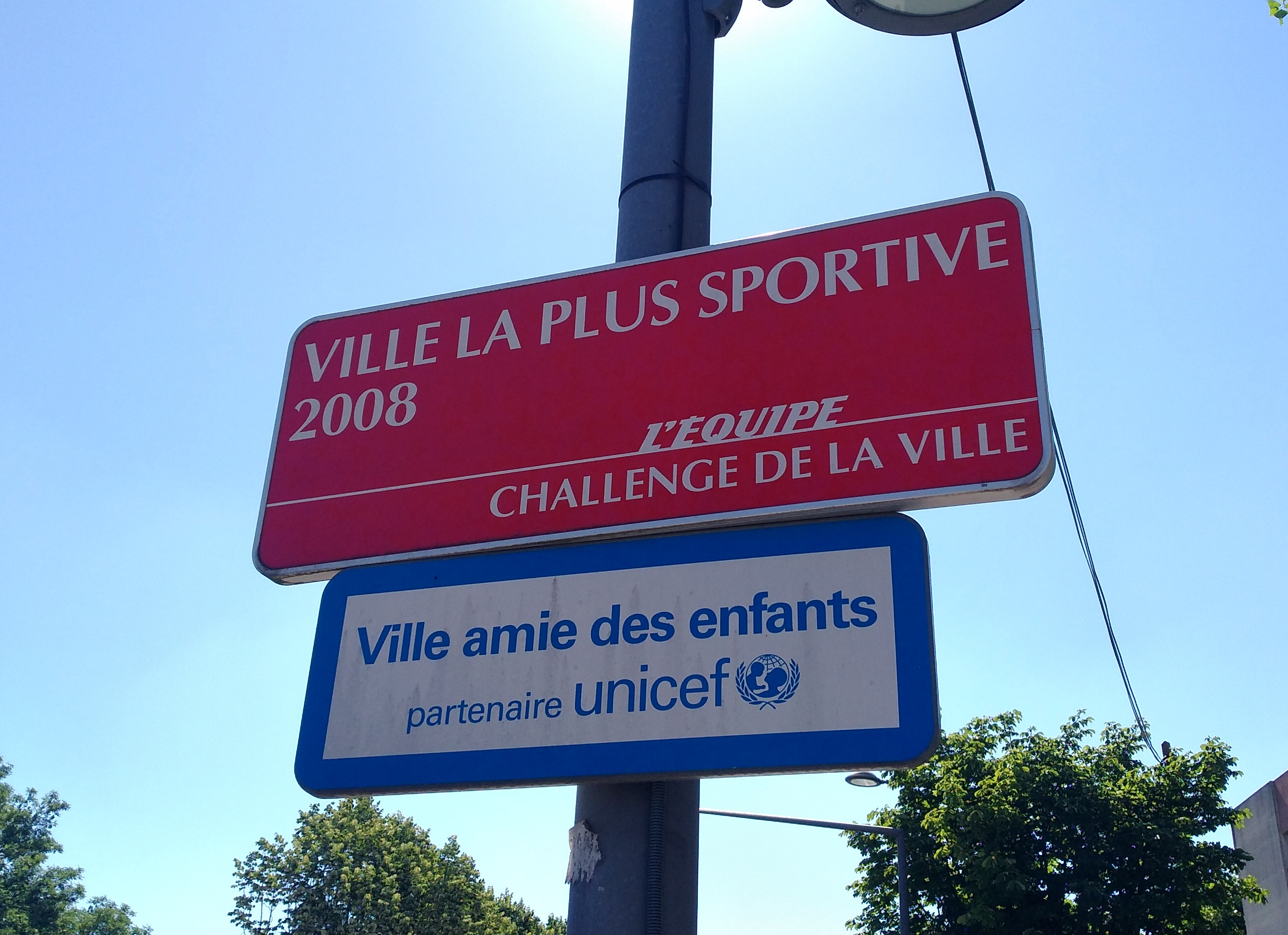
Le panneau du challenge, à l'entrée de Bron, sacré en 2008.

Le Challenge de la ville la plus sportive de France est un concours organisé par le quotidien sportif L'Auto puis L'Équipe depuis 1937,.

## Historique
Le challenge a été créé par Jacques Goddet, alors directeur du journal l'Auto.
Le concours n'a pas été organisé entre 1942 et 1949. Depuis 1979, il arrive fréquemment que plusieurs villes soient déclarées vainqueurs en fonction de la population.
Cholet est la seule ville à avoir remporté trois fois ce challenge (1972, 2007 et 2014) dans la catégorie des villes de plus de 20 000 habitants.

## Critères et règlement
Les critères sont variés et prennent en compte la population, le nombre de licenciés, les résultats, les installations sportives, les efforts de communication et d'information,…
Une ville élue ne peut plus concourir à nouveau dans les 5 années qui suivent sa consécration.

## Palmarès
| Année | Lauréats                                                                                       |
| 1937  | Reims                                                                                          |
| 1938  | Strasbourg                                                                                     |
| 1939  | Tourcoing                                                                                      |
| 1940  | Bordeaux                                                                                       |
| 1941  | Asnières-sur-Seine                                                                             |
| 1942  | Viry-Châtillon                                                                                 |
| 1949  | Saint-Étienne                                                                                  |
| 1950  | Malakoff                                                                                       |
| 1951  | Besançon                                                                                       |
| 1952  | Mulhouse                                                                                       |
| 1953  | Nantes                                                                                         |
| 1954  | Valenciennes                                                                                   |
| 1955  | Nice                                                                                           |
| 1956  | Oran                                                                                           |
| 1957  | Saint-Malo                                                                                     |
| 1958  | Puteaux                                                                                        |
| 1959  | Sélestat                                                                                       |
| 1960  | Pithiviers                                                                                     |
| 1961  | Lyon                                                                                           |
| 1962  | Thionville                                                                                     |
| 1963  | Yvetot                                                                                         |
| 1964  | Auch                                                                                           |
| 1965  | Cognac                                                                                         |
| 1966  | Évreux                                                                                         |
| 1967  | Vienne                                                                                         |
| 1969  | Amiens                                                                                         |
| 1970  | Poitiers                                                                                       |
| 1971  | Bourg-en-Bresse                                                                                |
| 1972  | Cholet                                                                                         |
| 1973  | Villefranche-sur-Saône                                                                         |
| 1974  | Melun                                                                                          |
| 1975  | Saint-Nazaire                                                                                  |
| 1976  | Salon-de-Provence                                                                              |
| 1977  | Cannes                                                                                         |
| 1978  | Moulins                                                                                        |
| 1979  | Nevers (+ de 10 000 habs.) et Clouange (- de 10 000 habs.)                                     |
| 1980  | Tours (+ de 10 000 habs.) et Salbris (- de 10 000 habs.)                                       |
| 1981  | Troyes (+ de 10 000 habs.) et Eybens (- de 10 000 habs.)                                       |
| 1982  | Rennes (+ de 10 000 habs.) et Cabries (- de 10 000 habs.)                                      |
| 1983  | Sainte-Foy-la-Grande                                                                           |
| 1985  | Angers                                                                                         |
| 1986  | Aurillac (+ de 10 000 habs.) et Amilly (- de 10 000 habs.)                                     |
| 1987  | Créteil (+ de 10 000 habs.) et Surgères (- de 10 000 habs.)                                    |
| 1988  | Istres (+ de 15 000 habs.) et Mende (- de 15 000 habs.)                                        |
| 1989  | Brive-la-Gaillarde (+ de 40 000 habs.) et Sablé-sur-Sarthe (- de 40 000 habs.)                 |
| 1990  | Caen (+ de 30 000 habs.) et Gravelines (- de 30 000 habs.)                                     |
| 1991  | Nîmes et Épinal (+ de 30 000 habs.), Cognac (- de 30 000 habs.)                                |
| 1992  | Vitrolles (+ de 30 000 habs.) et Blagnac (- de 30 000 habs.)                                   |
| 1993  | Dijon (+ de 30 000 habs.) et Fontenay-le-Comte (- de 30 000 habs.)                             |
| 1995  | Castres (+ de 30 000 habs.) et Liffré (- de 30 000 habs.)                                      |
| 1996  | Villeneuve-d'Ascq (+ de 30 000 habs.) et La Bresse (- de 30 000 habs.)                         |
| 1997  | Montpellier (+ de 30 000 habs.) et Pontarlier (- de 30 000 habs.)                              |
| 1998  | Toulouse (+ de 30 000 habs.) et Mende (- de 30 000 habs.)                                      |
| 1999  | Amiens (+ de 30 000 habs.) et Chenove (- de 30 000 habs.)                                      |
| 2000  | Nantes (+ de 100 000 habs.), Istres (de 20 000 à 100 000 habs.) et Ronchin (- de 20 000 habs.) |
| 2001  | Mâcon (+ de 20 000 habs.) et Vesoul (- de 20 000 habs.)                                        |
| 2002  | Dunkerque (+ de 20 000 habs.) et Oloron-Sainte-Marie (- de 20 000 habs.)                       |
| 2003  | Cannes (+ de 20 000 habs.) et Gonfreville-l'Orcher (- de 20 000 habs.)                         |
| 2004  | Charleville-Mézières (+ de 20 000 habs.) et Gravelines (- de 20 000 habs.)                     |
| 2005  | Troyes (+ de 20 000 habs.) et Saint-Amand-les-Eaux (- de 20 000 habs.)                         |
| 2006  | Beauvais (+ de 20 000 habs.) et Digne-les-Bains (- de 20 000 habs.)                            |
| 2007  | Cholet (+ de 20 000 habs.) et Briançon (- de 20 000 habs.)                                     |
| 2008  | Bron (+ de 20 000 habs.) et Tignes et Tulle ex. aequo (- de 20 000 habs.)                      |
| 2009  | Compiègne (+ de 20 000 habs.) et Font-Romeu (- de 20 000 habs.)                                |
| 2010  | Sélestat (- de 20 000 habs.) et Lorient (de 20 000 à 100 000 habs.)                            |
| 2011  | Saint-Quentin (+ de 20 000 habs.) et Cesson-Sévigné (- de 20 000 habs.)                        |
| 2012  | Albi (+ de 20 000 habs.) et Hagetmau (- de 20 000 habs.)                                       |
| 2013  | Gap (+ de 20 000 habs.) et Saint-Marcellin (- de 20 000 habs.)                                 |
| 2014  | Cholet (+ de 20 000 habs.) et Lannion (- de 20 000 habs.)                                      |

## Sources et références
1. ↑  (fr)[PDF] Le palmarès et un bref historique sur le site de la fédération nationale des offices municipaux du sport
2. ↑  Palmarès sur le site de L'Équipe
3. ↑  L'équipe du 15 juin 2005
4. ↑  (fr) l'Humanité du 4 octobre 2003
5. 1 2  (fr) Association des maires de France
6. ↑  « Challenge de la ville la plus sportive - Palmarès », L'Équipe (consulté le 31 mai 2011)
7. ↑  Saint-Quentin élue ville la plus sportive de France dans l'Union du 9 juin 2011
8. ↑  Cesson-Sévigné élue Ville la plus sportive de France (moins de 20 000 habitants) dans Ouest-France du 8 juin 2011